# Bruder-Klaus-Kirche (Gundelfingen)

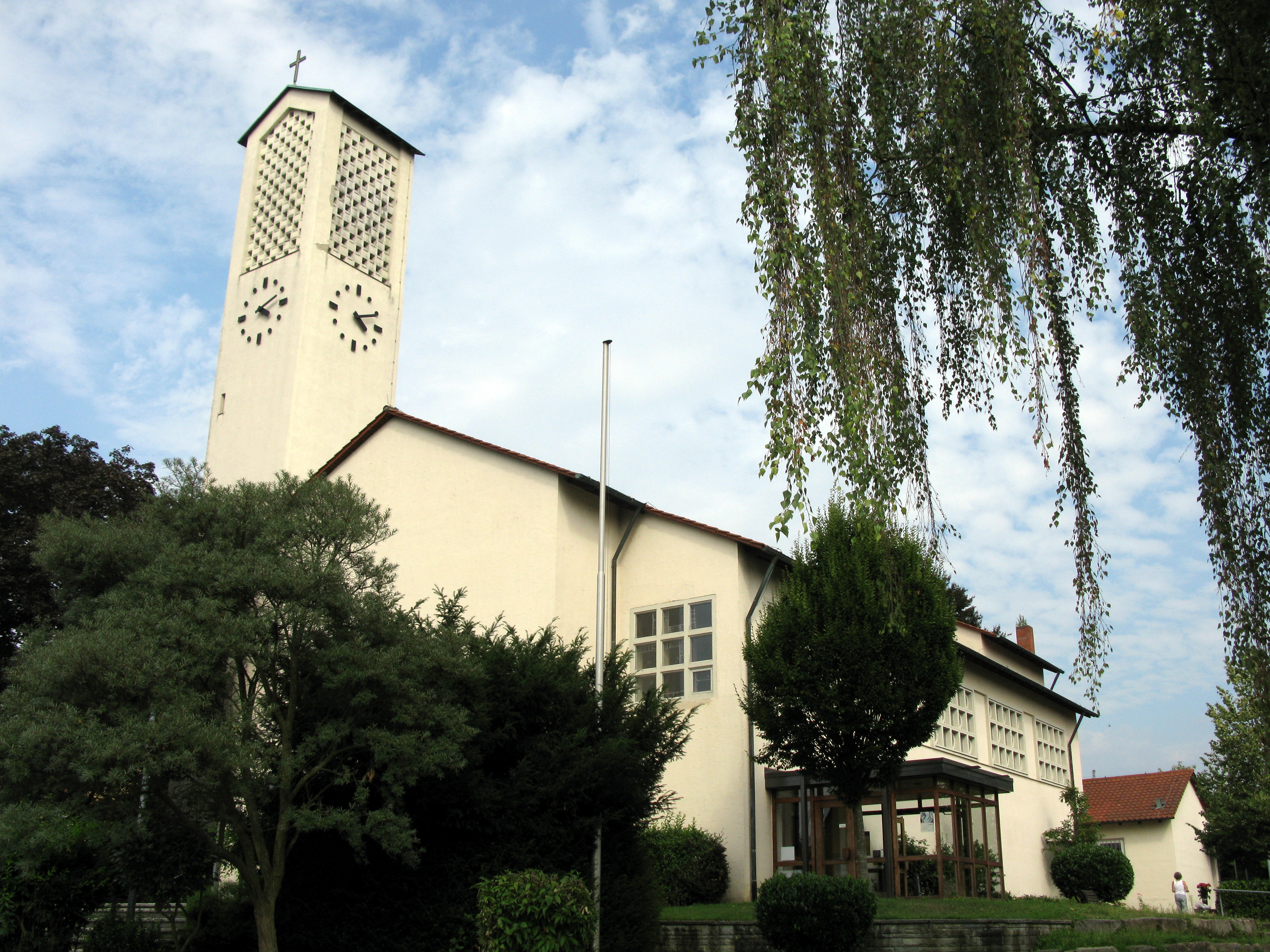
Bruder-Klaus-Kirche, Gundelfingen

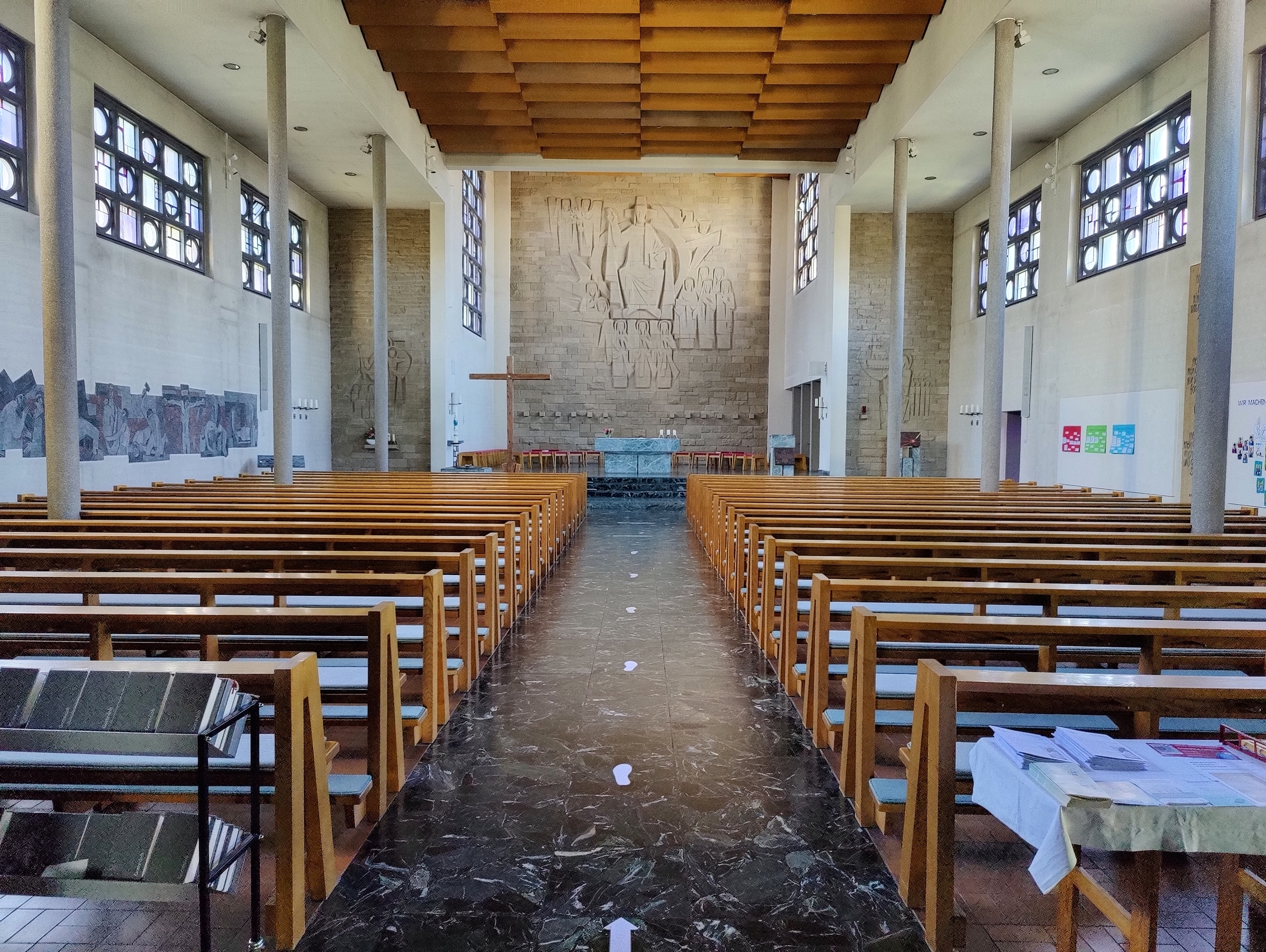
Innenraum (2022)

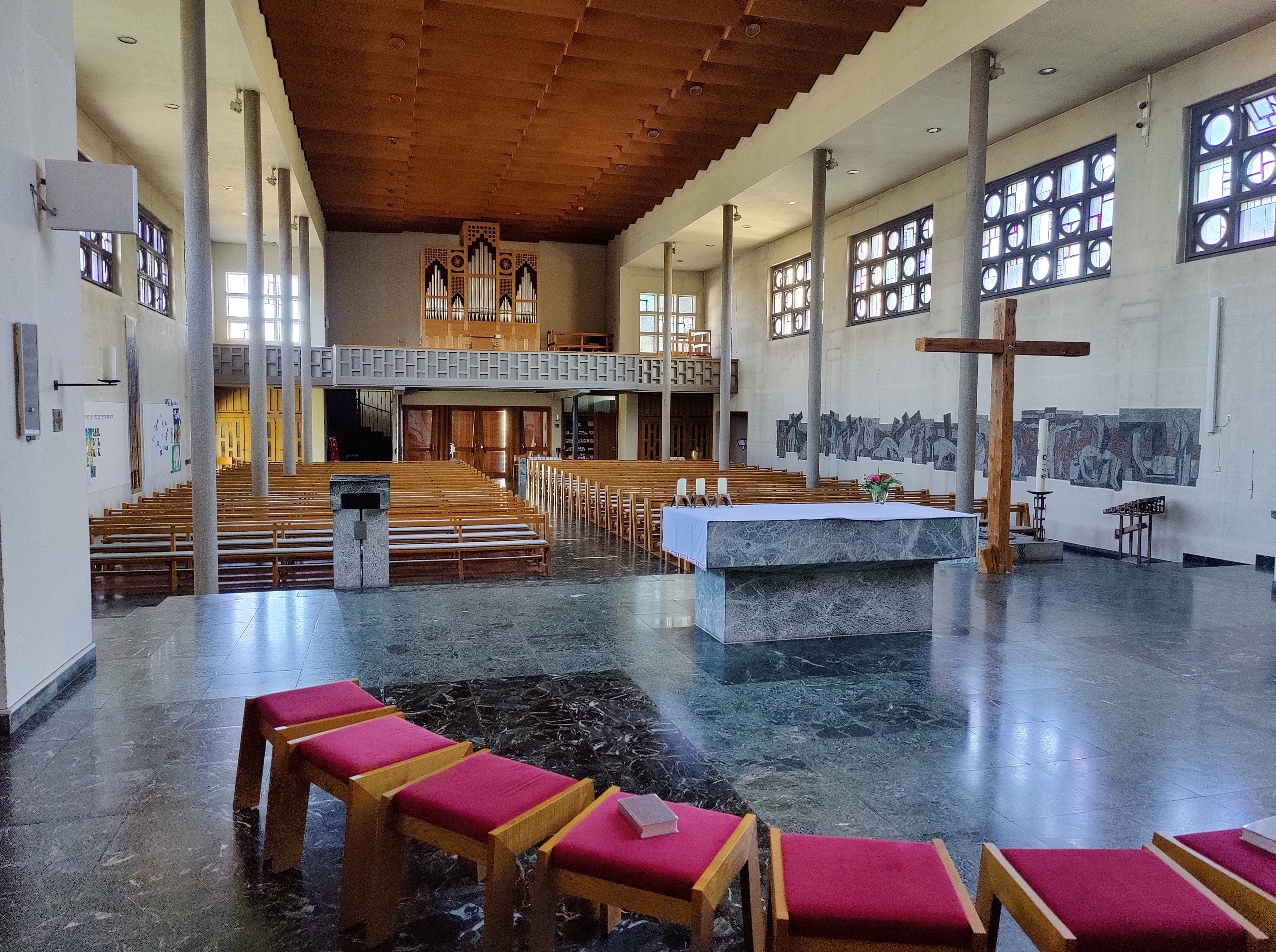
Blick zur Orgel

Die Bruder-Klaus-Kirche ist die Pfarrkirche der gleichnamigen römisch-katholischen Pfarrgemeinde in Gundelfingen (Breisgau) im Landkreis Breisgau-Hochschwarzwald. Sie gehört mit den Freiburger Pfarrgemeinden St. Urban (Herdern), St. Konrad und Elisabeth (Brühl) und St. Blasius (Zähringen) zur Seelsorgeeinheit Freiburg Nord im Dekanat Freiburg der Erzdiözese Freiburg.
Kirchenpatron ist der 1947 heiliggesprochene Schweizer Bauer, Einsiedler und Mystiker Niklaus von Flüe (1417–1487), der sich als Einsiedler nur noch als Bruder Klaus bezeichnete und unter diesem Namen bekannt ist.

## Geschichte
Nach dem Zweiten Weltkrieg stieg die Zahl der Katholiken im ehemals badischen und deshalb evangelischen Gundelfingen kontinuierlich an. Zunächst genossen die Katholiken Gastrecht in der evangelischen Kirche des Ortes. Mit steigender Zahl der Gemeindemitglieder wurde der Wunsch nach einer eigenen Kirche immer drängender, so dass 1958 mit der Planung des Baus begonnen wurde. Ein Bauplatz war im südlichen Gemeindegebiet, abseits vom Ortskern, gefunden worden. Von 1961 bis 1966 dauerten die Bauarbeiten; Grundsteinlegung war 1962, das Richtfest wurde 1963 gefeiert und am 17. November 1963 konnte das provisorisch nutzbare Gebäude gesegnet werden. Die feierliche Weihe der Kirche folgte erst am 12. Juni 1966. Im Jahr 1973 wurden die vier Glocken geweiht, die im Kirchturm untergebracht sind.

## Beschreibung
Das geostete Kirchengebäude besteht aus dem rechteckigen Kirchenschiff, dem östlich daran anschließenden eingezogenen Chor, an den eine Sakristei angebaut ist und dem auf der Nordseite nahe der Eingangsfassade angebauten Kirchturm. Alle Bauteile sind mit einem flach geneigten Satteldach gedeckt, der Chor etwas höher als das Kirchenschiff. Im Innern finden wir ein schlichtes Langhaus, das von rechteckigen Fenstern aus Betonelementen und klarem Glas natürlich belichtet wird. Die Decke ist in Holz ausgeführt und hat eine Rippenstruktur. Den Blick auf sich zieht die Chorrückwand aus Naturstein, die in Steinschnitt eine große Darstellung des segnenden Christus zeigt. 

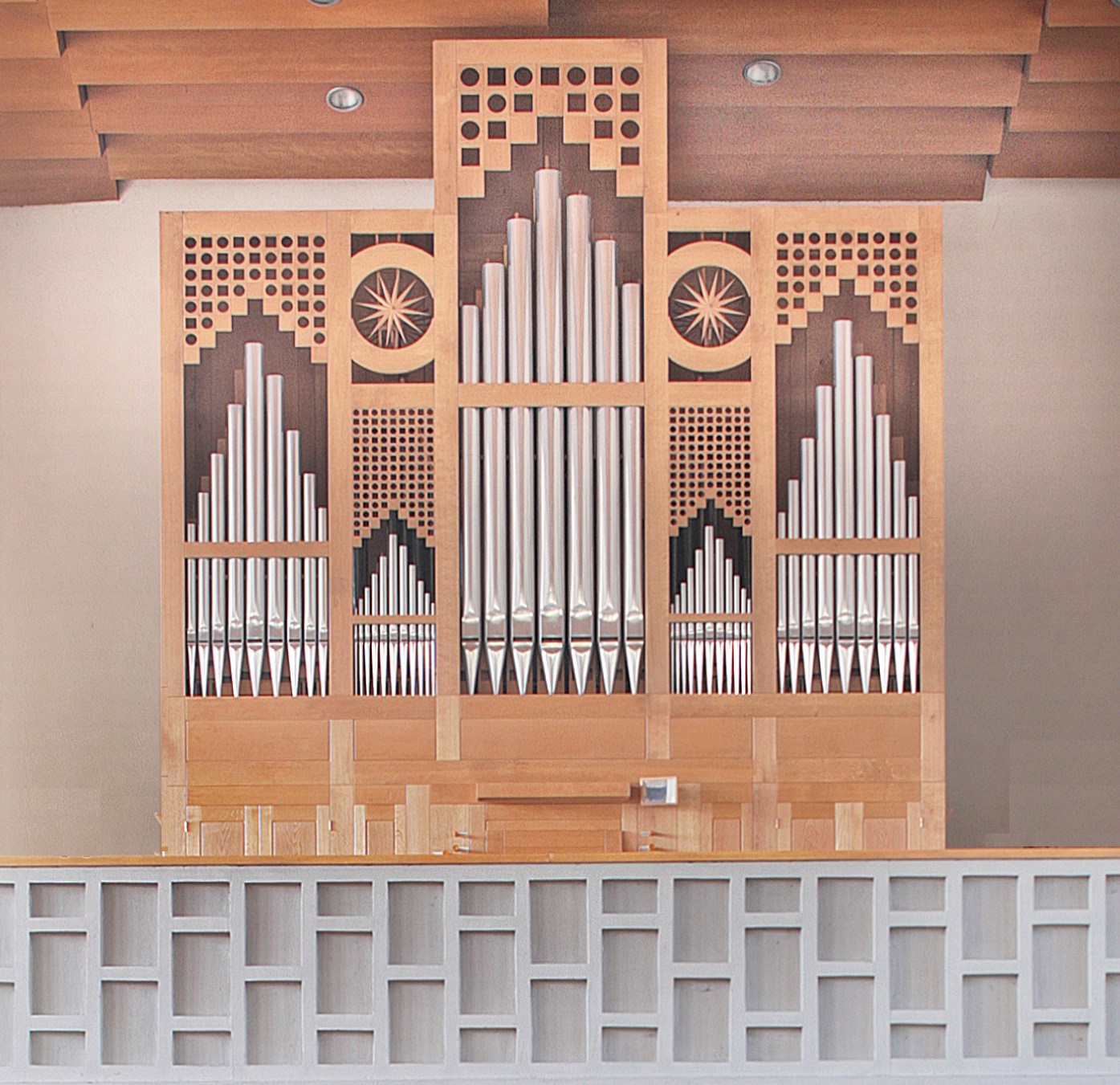
Orgel der
Bruder-Klaus-Kirche

### Orgel
Auf der Empore über dem Eingangsbereich befindet sich eine Orgel, die 1992 als Opus 92 von Johannes Rohlf gebaut wurde. Sie verfügt über 24 Register auf zwei Manualen und Pedal. Außerdem ist sie ausgestattet mit zwei Zimbelsternen, die besondere Effekte erlauben und im Orgelprospekt deutlich erkennbar sind.

### Glocken
Im Kirchturm hängt ein vierstimmiges Bronze-Glockengeläut, das Friedrich Wilhelm Schilling aus Heidelberg im Jahr 1973 gegossen hat. Alle vier Glocken sind in den Uhrschlag der Turmuhr einbezogen, Glocke 1 sorgt für den Stundenschlag, die übrigen Glocken schlagen zu jeder Viertelstunde. An allen vier Seiten des Turms zeigen Zifferblätter unterhalb des Glockengeschosses die Uhrzeit auch optisch an.
| Glocke | Durchmesser | Gewicht  | Schlagton |
| ------ | ----------- | -------- | --------- |
| 1      | 1162 mm0    | 1077 kg0 | fis′-1    |
| 2      | 972 mm      | 624 kg   | a′+1      |
| 3      | 857 mm      | 432 kg   | h′-1      |
| 4      | 760 mm      | 297 kg   | cis″-1    |

## Nachweise
1. ↑  orgel-verzeichnis.de: Gundelfingen (Breisgau) – Bruder-Klaus-Kirche; hier auch die Disposition und zahlreiche Abbildungen von Kirche und Orgel.
2. ↑  Glockeninspektion Erzbistum Freiburg – Kath. Pfarrkirche St. Bruder Klaus in Gundelfingen, abgerufen am 29. Mai 2022
3. ↑  Anders als die Glockeninspektion berichtet die Badische Zeitung von einem Glockenguss schon 1963; siehe Andrea Steinhart, Glockenklang: Ein hochwertiges Musikinstrument, Badische Zeitung, 7. Dezember 2009

Koordinaten: 48° 2′ 18,14″ N, 7° 52′ 8,02″ O